# Drag Race España (prima edizione)
La prima edizione di Drag Race España è andata onda in Spagna a dal 30 maggio al 1º agosto 2021 sulla piattaforma streaming ATRESplayer.
Il 26 aprile 2021 vengono annunciate le dieci concorrenti, provenienti da tutta la Spagna, fra cui sarà incoronata la prima España's Next Drag Superstar.
Carmen Farala, vincitrice dell'edizione, ha guadagnato come premio 30000 €, una fornitura di cosmetici della Krash Kosmetics e una corona di Aster Lab Jewels.
Pupi Poisson e Sagittaria prenderanno parte alla prima edizione di Drag Race España All Stars, mentre Arantxa Castilla La Mancha parteciperà alla seconda edizione di RuPaul's Drag Race: UK vs the World.  

## Concorrenti
Le dieci concorrenti che prendono parte al reality show sono:
| Concorrente                | Vero nome                 | Età | Città                          | Posizionamento |
| -------------------------- | ------------------------- | --- | ------------------------------ | -------------- |
| Carmen Farala              | Daniel Mora               | 31  | Siviglia – Andalusia           | Vincitrice     |
| Killer Queen               | Iván Soler Gil            | 31  | Madrid – Madrid                | Finaliste      |
| Sagittaria                 | Iván Flores               | 22  | Barcellona – Catalogna         | Finaliste      |
| Pupi Poisson               | Alberto Zimmer            | 38  | Madrid – Madrid                | 4º posto       |
| Dovima Nurmi               | Rafael De Lorente         | 24  | Barcellona – Catalogna         | 5º posto       |
| Hugáceo Crujiente          | Hugo Díaz                 | 25  | Valencia – Comunità Valenciana | 6º posto       |
| Arantxa Castilla La Mancha | José Méndez García        | 23  | Badajoz – Estremadura          | 7º posto       |
| Inti                       | José Otero                | 20  | La Paz – Bolivia               | 8º posto       |
| Drag Vulcano               | Isidro Javier Pérez Mateo | 30  | Las Palmas – Isole Canarie     | 9º posto       |
| The Macarena               | Isaac Garabito            | 29  | Cadice – Andalusia             | 10º posto      |

## Tabella eliminazioni
| Ordine | Episodi    | Episodi   | Episodi    | Episodi    | Episodi    | Episodi    | Episodi    | Episodi       |
| Ordine | 1          | 2         | 3          | 4          | 5          | 6          | 7          | 9             |
| ------ | ---------- | --------- | ---------- | ---------- | ---------- | ---------- | ---------- | ------------- |
| 1      | Hugáceo    | Carmen    | Sagittaria | Killer     | Pupi       | Carmen     | Carmen     | Carmen Farala |
| 2      | Carmen     | Pupi      | Pupi       | Pupi       | Carmen     | Killer     | Killer     | Killer Queen  |
| 3      | Sagittaria | Sagittara | Killer     | Sagittaria | Sagittaria | Pupi       | Sagittaria | Sagittaria    |
| 4      | Vulcano    | Dovima    | Arantxa    | Dovima     | Dovima     | Sagittaria | Pupi       |               |
| 5      | Arantxa    | Hugáceo   | Carmen     | Carmen     | Killer     | Dovima     |            |               |
| 6      | Killer     | Killer    | Hugáceo    | Hugáceo    | Hugáceo    |            |            |               |
| 7      | Inti       | Inti      | Dovima     | Arantxa    |            |            |            |               |
| 8      | Pupi       | Arantxa   | Inti       |            |            |            |            |               |
| 9      | Dovima     | Vulcano   |            |            |            |            |            |               |
| 10     | Macarena   |           |            |            |            |            |            |               |

Legenda:
     La concorrente ha vinto la gara
      La concorrente è arrivata in finale, ma non ha vinto la gara
     La concorrente ha vinto la puntata
     La concorrente figura tra le prime, ma non ha vinto la puntata
     La concorrente è salva ed accede alla puntata successiva (l'ordine di chiamata è casuale)
     La concorrente figura tra le ultime, ma non ed è a rischio eliminazione
     La concorrente figura tra le ultime due ed è a rischio eliminazione
     La concorrente è stata eliminata
     La concorrente figura tra le ultime, ma ha abbandonato la competizione

## Giudici
- Supremme de Luxe
- Ana Locking
- Javier Ambrossi
- Javier Calvo

### Giudici ospiti
- Jon Kortajarena
- Paca La Piraña
- Carlos Areces
- Bad Gyal
- Alaska
- Susi Caramelo
- Envy Peru

## Special Guest
- Samantha Hudson
- Kika Lorace
- Brays Efe
- Alexis Mateo
- Valentina
- Carmelo Segura
- Jonathan Ruiz

## Riassunto episodi

### Episodio 1 -¡Bienvenidas a España!
Il primo episodio della prima edizione spagnola si apre con le concorrenti che entrano nell'atelier. La prima a entrare è Arantxa Castilla La Mancha, l'ultima è The Macarena. Supremme de Luxe fa il suo ingresso annunciando l'inizio di una nuova edizione e dando il benvenuto alle concorrenti.
- La mini sfida: per la mini sfida, le concorrenti devono fare un servizio fotografico sopra ad un toro meccanico. La vincitrice della mini sfida è Carmen Farala.
- La sfida principale: per la sfida principale le concorrenti dovranno dovranno creare degli outfit ad alta moda, ma usando prodotti scadenti che si possono trovare ad un mercatino dell'usato. I prodotti si trovano all'interno di dieci casse. Avendo vinto la mini sfida Carmen ha la possibilità di scegliere la propria cassa. Supremme ritorna nell'atelier per dare consigli su come eccellere in una sfida di moda.

Giudice ospite della puntata è Jon Kortajarena. Il tema della sfilata è De Mercadillo, dove le concorrenti devono presentare l'outfit appena creato. Supremme de Luxe dichiara Vulcano, Arantxa, Killer e Inti salve, e lascia le altre concorrenti sul palco per le critiche. The Macarena e Dovima Nurmi sono le peggiori, mentre Hugáceo Crujiente è la migliore della puntata.
- L'eliminazione: The Macarena e Dovima Nurmi vengono chiamate a esibirsi con la canzone Sobreviviré di Mónica Naranjo. Dovima Nurmi si salva, mentre The Macarena viene eliminata dalla competizione.

### Episodio 2 -Divas
Il secondo episodio si apre con le concorrenti che rientrano nell'atelier dopo l'eliminazione di Macarena, con Dovima triste per aver eliminato un'amica che è sempre stata al suo fianco. Intanto molte concorrenti si congratulano con Hugáceo per la prima vittoria dell'edizione anche se alcune, in particolare Inti, sono convinte che Carmen avrebbe dovuto vincere la sfida.
- La mini sfida: per la mini sfida le concorrenti, giocheranno ad un gioco di memoria, dove devono indovinare la parola nascosta con le lettere nascoste all'interno degli slip della Pit Crew. La vincitrice della mini sfida è Pupi Poisson.
- La sfida principale: per la sfida principale le concorrenti verranno divisi in due gruppi e dovranno scrivere, produrre e coreografare un numero da girl group. Pupi Poisson e Hugáceo Crujiente saranno i capitani e potranno decidere i componenti del loro gruppo. Pupi sceglie per il suo gruppo Inti, Arantxa e Dovima, mentre Hugáceo sceglie Carmen, Sagittaria e Killer. L'esclusa dalla scelta è stata Drag Vulcano, che ha avuto l'opportunità di scegliere con quale gruppo unirsi, scegliendo quello di Pupi. Una volta scritto il pezzo, ogni gruppo va nella sala registrazione, con Supremme che offre consigli e aiuto per la registrazione del brano. Durante le registrazioni delle tracce Arantxa e Hugáceo hanno avuto dei problemi nel rendere le loro strofe accattivanti, mentre Carmen e Killer hanno ricevuto complimenti per le loro estensione vocale. Successivamente ogni gruppo raggiunge il palco principale per organizzare la coreografia per il brano.

| Concorrenti               | Nome Girl Group    | Brano della performance            |
| ------------------------- | ------------------ | ---------------------------------- |
| Arantxa Catilla La Mancha | Las Cinco y Cuatro | "Divas" (Las Cinco y Cuatro Remix) |
| Dovima Nurmi              | Las Cinco y Cuatro | "Divas" (Las Cinco y Cuatro Remix) |
| Drag Vulcano              | Las Cinco y Cuatro | "Divas" (Las Cinco y Cuatro Remix) |
| Inti                      | Las Cinco y Cuatro | "Divas" (Las Cinco y Cuatro Remix) |
| Pupi Poisson              | Las Cinco y Cuatro | "Divas" (Las Cinco y Cuatro Remix) |
| Carmen Farala             | Las Metal Donnas   | "Divas" (Las Metal Donnas Remix)   |
| Hugáceo Crujiente         | Las Metal Donnas   | "Divas" (Las Metal Donnas Remix)   |
| Killer Queen              | Las Metal Donnas   | "Divas" (Las Metal Donnas Remix)   |
| Sagittaria                | Las Metal Donnas   | "Divas" (Las Metal Donnas Remix)   |

Giudice ospite della puntata è Paca La Piraña. Il tema della sfilata di questa puntata è Tributo a La Veneno, dove le concorrenti devono sfoggiare un abito che sia un tributo all'omonima icona LGBT+ spagnola. Supremme de Luxe dichiara Sagittaria, Dovima, Hugáceo e Killer salve, e lascia le altre concorrenti sul palco per le critiche. Drag Vulcano e Arantxa Castilla La Mancha sono le peggiori, mentre Carmen Farala è la migliore della puntata.
- L'eliminazione: Drag Vulcano e Arantxa Castilla La Mancha vengono chiamate a esibirsi con la canzone Veneno pa' tu piel di La Veneno. Arantxa Castilla La Mancha si salva, mentre Drag Vulcano viene eliminata dalla competizione.

### Episodio 3 -Mocatriz
Il terzo episodio si apre con le concorrenti che rientrano nell'atelier dopo l'eliminazione di Vulcano, con le concorrenti si complimentano con Arantxa per la sua esibizione, mentre altre, in particolare Carmen, è convinta che Arantxa doveva essere eliminata. Intanto Pupi inizia a non sopportare più gli atteggiamenti di superbia di Carmen.
- La mini sfida: per la mini sfida le concorrenti dovranno ricreare un look drag utilizzando i materiali di un borsone da calcio, contenente divise, ginocchiere, guantoni da portiere e parrucche da tifoseria. La vincitrice della mini sfida è Killer Queen.
- La sfida principale: per la sfida principale, le concorrenti divise in coppie, dovranno ideare, realizzare e produrre uno spot commerciale per promuovere le riviste del marchio "Mocatriz", slang spagnolo per definire una showgirl o un influencer. Avendo vinto la mini sfida Killer ha possibilità di formare le coppie e di assegnare il tema dello spot pubblicitario. Le coppie composte per la sfida sono Killer e Arantxa, Carmen e Dovima, Sagittaria e Inti ed infine Hugáceo e Pupi. Dopo aver assegnato i vari temi le concorrenti raggiungono lo studio fotografico per la realizzazione della copertine delle riviste. Successivamente le coppie raggiungono il set dove dovranno prima esibirsi in playback su una canzone di RuPaul, mentre corrono su un tapis-roulant per poi prendere parte ad una prova di improvvisazione dove le concorrenti dovranno recitare la parte richiesta.

| Concorrente                | Revista... | Argomento     |
| -------------------------- | ---------- | ------------- |
| Arantxa Castilla La Mancha | Abuelas    | Terza età     |
| Killer Queen               | Abuelas    | Terza età     |
| Carmen Farala              | Glamurosas | Fashion       |
| Dovima Nurmi               | Glamurosas | Fashion       |
| Hugáceo Crujiente          | Chungas    | Trasgressione |
| Pupi Poisson               | Chungas    | Trasgressione |
| Inti                       | Pilinguis  | Erotismo      |
| Sagittaria                 | Pilinguis  | Erotismo      |

Giudice ospite della puntata è Carlos Areces. Il tema della sfilata di questa puntata è Mis Raices, dove le concorrenti devono sfoggiare un abito che rappresenti le proprie origini e le proprie radici. Supremme de Luxe dichiara Killer, Arantxa, Carmen e Hugáceo salve, e lascia le altre concorrenti sul palco per le critiche. Durante l'Untucked, nonostante i vari consigli delle altre concorrenti e di Supremme, Inti decide di abbandonare definitivamente la competizione. Dovima Nurmi è la peggiore, mentre Sagittaria è la migliore della puntata.
- L'eliminazione: Nonostante il ritiro di Inti, Dovima Nurmi viene chiamata a esibirsi con la canzone Mocatriz dei Ojete Calor. Dopo un'esibizione fantastica da parte sua, Supremme annuncia che Dovima Nurmi si salva dall'eliminazione.

### Episodio 4 -Snatch Game
Il quarto episodio si apre con le concorrenti che rientrano dopo la scioccante auto-eliminazione di Inti, le quali cercano di capire i motivi che hanno spinto la loro amica ad abbandonare la competizione. Intanto le concorrenti fanno i complimenti a Dovima per la sua esibizione al playback, anche se quest'ultima considera la sua vittoria dolce-amara poiché non ha potuto sfidare nessuno.
- La mini sfida: per la mini sfida le concorrenti devono "leggersi" a vicenda, ovvero dire qualcosa di cattivo l'un l'altra ma facendolo in modo scherzoso. La vincitrice della mini sfida è Pupi Poisson.
- La sfida principale: per la sfida principale, le concorrenti prendono parte alla sfida più attesa in ogni edizione dello show, lo Snatch Game. Samantha Hudson e Kika Lorace sono i concorrenti del gioco. Le concorrenti dovranno scegliere una celebrità e impersonarla per l'intero gioco, con lo scopo di essere il più divertenti possibili. Durante i preparativi della sfida, Dovima e Killer vogliono fare lo stesso personaggio, Cayetana d'Alba, ma alla fine dopo un confronto tra le due Killer decide di cambiare personaggio, dato che Dovima non aveva preparato una scelta di riserva. Le celebrità scelte dai concorrenti sono state:

| Concorrente                | Celebrità impersonata |
| -------------------------- | --------------------- |
| Arantxa Castilla La Mancha | Belén Esteban         |
| Carmen Farala              | Dakota Tárraga        |
| Dovima Nurmi               | Cayetana d'Alba       |
| Hugáceo Crujiente          | Gioconda              |
| Killer Queen               | Isabel Díaz Ayuso     |
| Pupi Poisson               | Karina                |
| Sagittaria                 | Encarnita             |

Giudice ospite della puntata è Bad Gyal. I temi della sfilata di questa puntata sono Choni de Barrio, Ejecutiva Agressiva e Jet-Set Marbelli, dove le concorrenti devono sfoggiare rispettivamente un abito da donna tamarra, un abito da donna in carriera ed, infine, un abito elegante perfetto per un volo in prima classe. Dopo la sfilata e le critiche dei giudici, Supremme de Luxe dichiara Arantxa Castilla La Mancha e Hugáceo Crujiente le peggiori, mentre Killer Queen è la migliore della puntata.
- L'eliminazione: Arantxa Castilla La Mancha e Hugáceo Crujiente vengono chiamate a esibirsi con la canzone Pussy di Bad Gyal. Hugáceo Crujiente si salva, mentre Arantxa Castilla La Mancha viene eliminata dalla competizione.

### Episodio 5 -Básica o Cínica
Il quinto episodio si apre con le concorrenti che rientrano nell'atelier dopo l'eliminazione di Arantxa, con le concorrenti tristi per l'uscita di quest'ultima poiché trasmetteva sempre positività. Intanto alcune concorrenti, in particolare Carmen e Dovima, sono convinte che Pupi avrebbe dovuto vincere la sfida precedente rispetto a Killer.
- La mini sfida: per la mini sfida le concorrenti divise in coppie dovranno pigiare a piedi nudi dell'uva. Le coppie sono composte da Carmen e Pupi, Dovima e Sagittaria ed, infine, Hugáceo e Killer. Le vincitrici della mini sfida sono Carmen Farala e Pupi Poisson.
- La sfida principale: per la sfida principale, le concorrenti dovranno recitare nella soap opera Básica o Cínica, parodia della serie tv Fisica o Chimica. Avendo vinto la mini sfida, Carmen e Pupi avranno il compito di assegnare i vari ruoli della sfida. Dopo l'assegnazione dei copioni, le concorrenti raggiungono Javier Calvo e Javier Ambrossi che aiuteranno a produrre la serie tv nel ruolo di registra.

| Concorrente       | Personaggio interpretato |
| ----------------- | ------------------------ |
| Carmen Farala     | Mari Fer                 |
| Dovima Nurmi      | Olanda                   |
| Hugáceo Crujiente | Orca                     |
| Killer Queen      | Cabana                   |
| Pupi Poisson      | Lollimpia Díaz           |
| Sagittaria        | Pabla                    |

Giudice ospite della puntata è Alaska. Il tema della sfilata di questa puntata è Arte Español Elegancia Extravagancia, dove le concorrenti devono sfoggiare un abito ispirato all'Arte spagnola. Durante i giudizi viene chiesto alle concorrenti, chi secondo loro merita di essere eliminata. Dopo la sfilata e le critiche dei giudici, Supremme de Luxe dichiara Killer Queen e Hugáceo Crujiente le peggiori, mentre Pupi Poisson è le migliore della puntata.
- L'eliminazione: Killer Queen e Hugáceo Crujiente vengono chiamate a esibirsi con la canzone Espectacular dei Fangoria. Killer Queen si salva, mentre Hugáceo Crujiente viene eliminata dalla competizione.

### Episodio 6 -Drags de la Comedia
Il sesto episodio si apre con le concorrenti che rientrano nell'atelier dopo l'eliminazione di Hugáceo, con Killer triste per aver eliminato una sua cara amica, ma afferma che comunque si tratta di una competizione e che, a questo punto della gara, bisogna dare sempre il massimo in qualsiasi sfida.
- La mini sfida: per la mini sfida, le concorrenti devono pescare a sorte un pupazzo che rappresenti una delle altri concorrenti, metterlo in drag e fare un siparietto comico imitando l'altra concorrente. La vincitrice della mini sfida è Carmen Farala.
- La sfida principale: per la sfida principale, viene aperto ufficialmente il Drags de la Comedia, nel quale le concorrenti dovranno "leggere" in modo scherzoso i giudici. Avendo vinto la mini sfida, Carmen decide l'ordine di esibizione che è: Killer, Carmen, Sagittaria, Dovima ed, infine, Pupi. Una volta scritte le battute, ogni concorrente raggiunge il palco principale dove ricevono consigli da Supremme de Luxe e Brays Efe.

Giudice ospite della puntata è Susi Caramelo. Il tema della sfilata di questa puntata è Las Noches de las Mil Rosalías, dove le concorrenti devono sfoggiare un abito che rispecchi un look iconico di Rosalía. Dopo la sfilata e le critiche dei giudici, Supremme de Luxe dichiara Sagittaria e Dovima Nurmi le peggiori, mentre Carmen Farala è la migliore della puntata.
- L'eliminazione: Sagittaria e Dovima Nurmi vengono chiamate a esibirsi con la canzone Aute cuture di Rosalía. Sagittaria si salva, mentre Dovima Nurmi viene eliminata dalla competizione.

### Episodio 7 -Titanes del Drag
Il settimo episodio si apre con le concorrenti che rientrano nell'atelier dopo l'eliminazione di Dovima. Sagittaria non è molto contenta per aver eliminato una sua amica, anche Carmen è triste per l'eliminazione di Dovima, poiché avevano stretto una profonda amicizia. Intanto si discute si chi riuscirà ad accedere alla finale.
- La mini sfida: per la mini sfida, le concorrenti dovranno truccarsi in 3 minuti, all'interno di una cabina, senza poter utilizzare nessun tipo di specchio. La vincitrice della mini sfida è Carmen Farala.
- La sfida principale: per la sfida principale, le concorrenti dovranno truccare e preparare alcuni uomini dei Madrid Titanes, società di rugby spagnola per uomini LGBT+. Avendo vinto la mini sfida, Carmen può formare le coppie. Durante la preparazione, le concorrenti e i giocatori di rugby si confrontano tra loro su diverse questioni, come ad esempio come i giocatori hanno avuto momenti complicati nelle loro carriere sportive a causa del loro orientamento sessuale e come le concorrenti devono costantemente dare il massimo per essere accettate nella società.

| Concorrente   | Giocatore di Rugby (Nome Reale) X | Giocatore di Rugby (Nome in Drag) Y |
| ------------- | --------------------------------- | ----------------------------------- |
| Carmen Farala | Carlos                            | Carla Farala                        |
| Killer Queen  | Fernando                          | Slayer Queen                        |
| Pupi Poisson  | José                              | Pepi Poisson                        |
| Sagittaria    | Thomas                            | Neptuna                             |

Giudice ospite della puntata è Envy Peru. Dopo la sfilata e le critiche dei giudici, Supremme de Luxe dichiara che Pupi Poisson, Sagittaria e Killer Queen sono le peggiori della puntata, mentre Carmen Farala è la migliore della puntata ed accede alla finale.
- L'eliminazione: Pupi Poisson, Sagittaria e Killer Queen vengono chiamate a esibirsi con la canzone Cuando tú vas di Chenoa. Killer Queen e Sagittaria si salvano ed accedono alla finale, mentre Pupi Poisson viene eliminata dalla competizione.

### Episodio 8 -El Reencuentro
In questo episodio tutte le concorrenti, si riuniscono insieme con Supremme de Luxe, per parlare della loro esperienza nello show: discutendo di quali sono stati i loro momenti migliori, delle sfide più difficili e delle scelte di stile effettuate delle concorrenti durante lo show.
Inoltre viene eletta la prima Miss Simpatia dello show che, come accade nella versione statunitense, è stata scelta dalle concorrenti. A vincere il titolo è stata Pupi Poisson.

### Episodio 9 -La Gran Final
Il nono ed ultimo episodio di quest'edizione si apre con le finaliste che ritornano nell'atelier dopo l'eliminazione di Pupi, si discute dei punti di forza ed i punti deboli delle tre finalista, inoltre si discute su chi riuscirà a vincere quest'edizione ed il titolo di prima Drag Superstar spagnola.
Il giorno dopo le concorrenti tornano nell'atelier dove ricevono un video-messaggio da Valentina, concorrente nella nona edizione statunitense e della quarta edizione All Stars per augurare buona fortuna alle finaliste. 
Per l'ultima prova, prima di incoronare la vincitrice di quest'edizione, le concorrenti dovranno cantare, ballare ed esibirsi dal vivo sulla canzone di RuPaul, U Wear It Well e poi dovranno prendere parte ad un'intervista con Supremme de Luxe.
Per la realizzazione della coreografia, le concorrenti raggiungono lo studio, dove il coreografo Carmelo Segura insegna i vari passi della coreografia. Nel frattempo a uno a uno le concorrenti prendono parte all'intervista con Supremme de Luxe che pone domande sulla loro esperienza in questa edizione di Drag Race España.
I giudici della puntata sono: Supremme de Luxe, Ana Locking, Javier Calvo e Javier Ambrossi. Il tema della sfilata è Mi Mejor Look Drag, dove le concorrenti dovranno sfilare con il loro vestito migliore.
Dopo le critiche, le finaliste tornano nell'atelier dove ad aspettarle ci sono tutte le concorrenti dell'edizione, con le quali discutono dell'esperienza vissuta nello show. Prima di comunicare il giudizio, tutte le concorrenti sfilano sulla passerella con il loro Mejor Look Drag per un'ultima volta. Dopo l'ultima sfilata, Supremme de Luxe comunica che tutte le finaliste hanno rubato la scena e che si affronteranno insieme per la sfida finale. Carmen Farala, Killer Queen e Sagittaria si esibiscono in playback sulla canzone La gata bajo la lluvia di Rocío Dúrcal. Dopo l'esibizione, Supremme de Luxe dichiara Carmen Farala vincitrice della prima edizione di Drag Race España.

### Episodio 10 -La Coronación
In questo episodio speciale, condotto dal presentatore spagnolo Jonathan Ruiz, le tre finaliste si riuniscono per un'ultima volta per discutere su come il programma gli ha cambiato la vita e, per scoprire per la prima volta, il nome della vincitrice della prima edizione di Drag Race España.